# دادگاه عالی توکیو

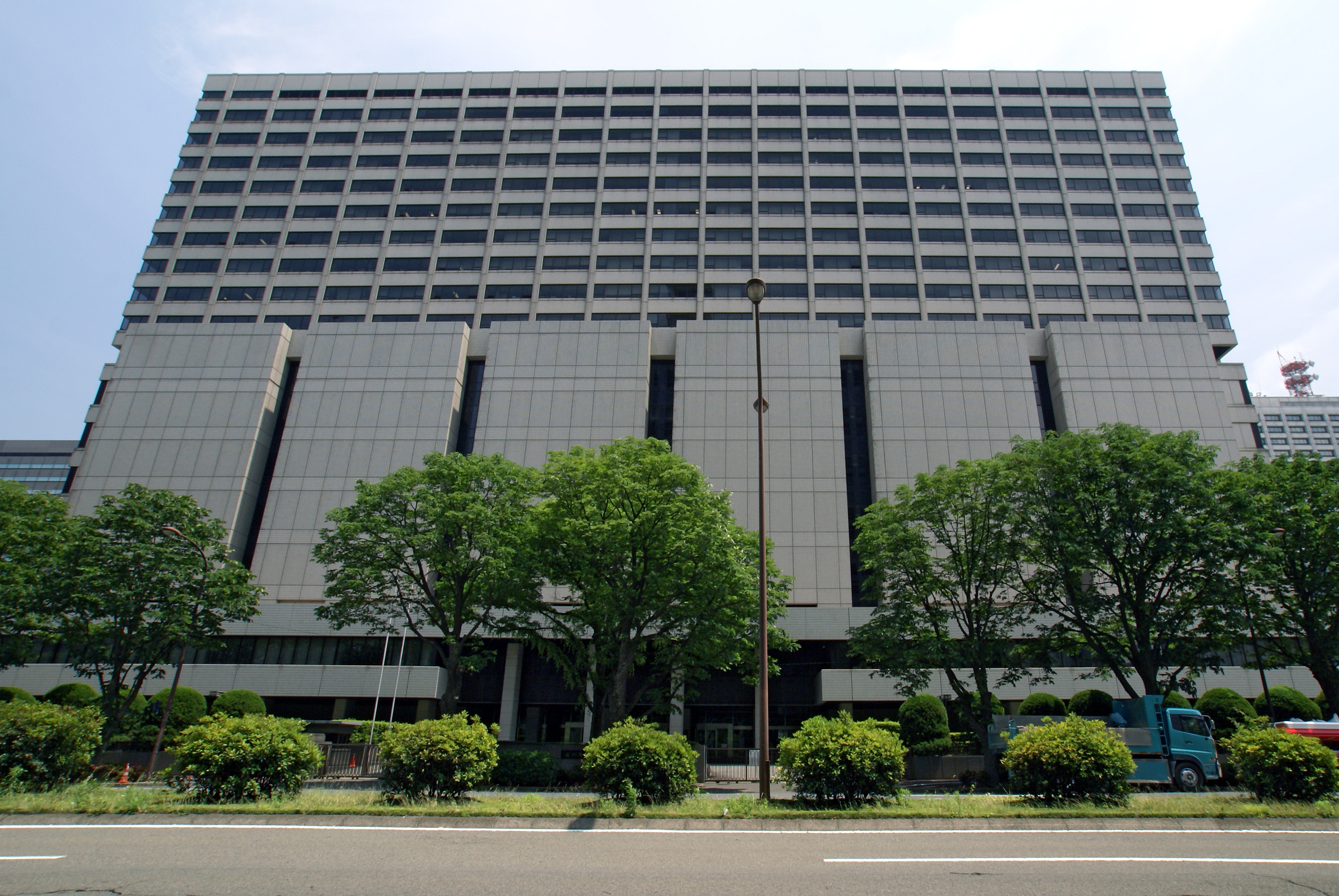

دادگاه عالی توکیو (به ژاپنی: 東京高等裁判所, Tōkyō Kōtō Saibansho)، دادگاه عالی در Kasumigaseki، Chiyoda، توکیو، ژاپن است. دادگاه عالی مالکیت معنوی شعبه ویژه ای از دادگاه عالی توکیو است.